# Felipe Fritz
Felipe Luciano Fritz Saldías (Coronel, Chile, 23 de septiembre de 1997) es un futbolista chileno que juega como delantero en Deportes Limache de la Primera División de Chile.

## Trayectoria
A principios del año 2015 llegó a una prueba de jugadores en Universidad de Concepción, proveniente del club amateur Unión Marítimo de su natal Coronel. Luego de la prueba ingresó al club e hizo su debut en el primer equipo a inicio del Torneo de Apertura 2015, en un encuentro frente a Huachipato en el Municipal de Yumbel. Felipe hizo su debut goleador en el mismo encuentro, al anotar el definitivo 2:0 con que su cuadro derrotó al equipo siderúrgico.
Luego de temporadas cedido en Cobreloa y Rangers de la Primera B chilena, en diciembre de 2019 es anunciado como nuevo jugador de Unión Española.
El día 24 de febrero de 2021 es oficializado como nuevo jugador de Colo-Colo. Tras un solo partido en el primer semestre, en julio de 2021 fue anunciado como nuevo jugador de Curicó Unido, cedido hasta fin de la temporada. En enero de 2022, tras quedar libre del conjunto albo, renueva por otra temporada más con Curicó Unido.

## Estadísticas
| Club                              | Div.       | Temporada  | Liga  | Liga  | Copas nacionales | Copas nacionales | Torneos internacionales | Torneos internacionales | Total | Total |
| Club                              | Div.       | Temporada  | Part. | Goles | Part.            | Goles            | Part.                   | Goles                   | Part. | Goles |
| --------------------------------- | ---------- | ---------- | ----- | ----- | ---------------- | ---------------- | ----------------------- | ----------------------- | ----- | ----- |
| Universidad de Concepción · Chile | 1.ª        | 2015-16    | 19    | 3     | 8                | 0                | 1                       | 0                       | 28    | 3     |
| Universidad de Concepción · Chile | 1.ª        | 2016-17    | 9     | 0     | —                | —                | —                       | —                       | 9     | 0     |
| Universidad de Concepción · Chile | 1.ª        | 2017       | 4     | 0     | 2                | 0                | —                       | —                       | 6     | 0     |
| Universidad de Concepción · Chile | Total club | Total club | 32    | 3     | 10               | 0                | 1                       | 0                       | 43    | 3     |
| Cobreloa · Chile                  | 2.ª        | 2018       | 7     | 1     | —                | —                | —                       | —                       | 7     | 1     |
| Cobreloa · Chile                  | Total club | Total club | 7     | 1     | 0                | 0                | 0                       | 0                       | 7     | 1     |
| Rangers · Chile                   | 2.ª        | 2019       | 20    | 1     | 3                | 1                | —                       | —                       | 23    | 2     |
| Rangers · Chile                   | Total club | Total club | 20    | 1     | 3                | 1                | 0                       | 0                       | 23    | 2     |
| Unión Española · Chile            | 1.ª        | 2020       | 28    | 3     | —                | —                | —                       | —                       | 28    | 3     |
| Unión Española · Chile            | Total club | Total club | 28    | 3     | 0                | 0                | 0                       | 0                       | 28    | 3     |
| Colo Colo · Chile                 | 1.ª        | 2021       | 1     | 0     | —                | —                | —                       | —                       | 1     | 0     |
| Colo Colo · Chile                 | Total club | Total club | 1     | 0     | 0                | 0                | 0                       | 0                       | 1     | 0     |
| Curicó Unido · Chile              | 1.ª        | 2021       | 16    | 4     | —                | —                | —                       | —                       | 16    | 4     |
| Curicó Unido · Chile              | 1.ª        | 2022       | 28    | 2     | 4                | 0                | —                       | —                       | 32    | 2     |
| Curicó Unido · Chile              | 1.ª        | 2023       | 5     | 0     | 0                | 0                | 1                       | 0                       | 6     | 0     |
| Curicó Unido · Chile              | Total club | Total club | 49    | 6     | 4                | 0                | 1                       | 0                       | 54    | 6     |
| Total club                        | Total club | Total club | 137   | 14    | 17               | 1                | 2                       | 0                       | 156   | 15    |
| 1. 2. 3.                          |            |            |       |       |                  |                  |                         |                         |       |       |